# Breaking My Heart
"Breaking My Heart" er en sang af den færøske sanger og influencer på sociale medier Reiley, udgivet den 19. januar 2023. Sangen skal repræsentere Danmark i Eurovision Song Contest 2023 efter at have vundet Dansk Melodi Grand Prix 2023, den danske udvælgelse til dette års Eurovision Song Contest.